# Ichthyomys
Genre
Ichthyomys est un genre de rongeurs de la famille des Cricétidés.

## Liste des espèces
- Ichthyomys hydrobates (Winge, 1891)
- Ichthyomys pittieri Handley and Mondolfi, 1963
- Ichthyomys stolzmanni Thomas, 1893
- Ichthyomys tweedii Anthony, 1921